# Charles G. Dawes
Charles Gates Dawes (Marietta, 1865. augusztus 27. – Evanston, 1951. április 23.) amerikai bankár, tábornok, diplomata, zenész, zeneszerző és politikus, aki az Amerikai Egyesült Államok 30. alelnöke volt 1925 és 1929 között, Calvin Coolidge elnöksége alatt. 1925-ben megkapta a Nobel-békedíjat a Dawes-terv létrehozásáért az első világháború után.

## Pályafutása
Mariettában született, a Cincinnati Jogi Iskolába járt, mielőtt Lincolnban elkezdte jogászi pályafutását. Egy gázüzemet irányított, mielőtt William McKinley elnökségi kampányának menedzsere lett volna 1896-ban. A választás után McKinley kinevezte valutaszámvevőnek. 1901-ig maradt a pozícióban, mikor megalapította a Illinois Központi Vagyonkezelő Társaságát. Az első világháború idején dandártábornokként szolgált. 1921-ben Warren G. Harding kinevezte a Költségvetési Iroda első igazgatójának, majd tagja volt a Szövetségesi Jóvátételi Bizottságnak, ami létrehozta a Dawes-tervet, aminek később átvette a helyét a Young-terv.
Az 1924-es Republikánus Nemzeti Gyűlésen a párt Calvin Coolidge mellett döntött, mint elnökjelölt. Miután Frank Lowden, Illinois kormányzója nem fogadta el az alelnöki jelölést, a gyűlés Dawes-t választotta helyette. A republikánusok megnyerték a választást, Dawes 1925-ben lett beiktatva. Dawes segítségével a kongresszus elfogadta a McNary–Haugen Farm Relief Bill törvényjavaslatot, de Coolidge megvétózta. Dawes jelölt volt 1928-ban is, de Coolidge ellenezte kiválasztását, így helyette Charles Curtis lett az alelnökjelölt. 1929-ben Herbert Hoover kinevezte, mint az ország nagykövete az Egyesült Királyságba. 1932-ig tagja volt a kormány nagy gazdasági világválsággal foglalkozó bizottságának, mielőtt visszatért volna a magánszektorba. 1951-ben halt meg trombózis következtében.

## Választási eredmények
| Párt     | Jelölt                | Szavazatszám | %      |
| -------- | --------------------- | ------------ | ------ |
|          | Albert Jarvis Hopkins | 1 015        | 67,31% |
|          | Charles G. Dawes      | 493          | 32,69% |
| Összesen | Összesen              | 1 508        | 100,0% |

| Párt     | Jelölt                | Elektorok száma | %      |
| -------- | --------------------- | --------------- | ------ |
|          | Albert Jarvis Hopkins | 382             | 71,94% |
|          | Charles W. Bryan      | 136             | 25,61% |
|          | Burton K. Wheeler     | 13              | 2,45%  |
| Összesen | Összesen              | 1 508           | 100,0% |

1928-ban és 1932-ben is indult az alelnöki, illetve az elnöki posztért is, de az 1928-as alelnöki előválasztás kivételével mindig kevesebb, mint a szavazatok egy százalékát szerezte meg.